# Julius Bredt
Julius Bredt (Berlino, 29 marzo 1855 – Aquisgrana, 21 settembre 1937) è stato un chimico tedesco.
Fu il primo a determinare, nel 1893, la struttura corretta della canfora, e professore di chimica organica presso il politecnico di Aquisgrana, fu l'allievo di Rudolph Fittig e di Friedrich August Kekulé von Stradonitz.

## Biografia
Conseguì il suo dottorato, sotto la guida di Rudolph Fittig presso l'Università di Strasburgo. Successivamente si trasferì presso l'Università di Bonn, dove prese la sua abilitazione nel 1889, fu poi nominato docente e dal 1897 professore onorario. In seguito, fu nominato come successore di Ludwig Claisen come professore di dhimica organica presso l'Università Tecnica di Aquisgrana, dove insegnò fino al suo ritiro nel 1923.
La prima opera di Bredt fu proprio la descrizione della canfora e per molti anni fu redattore del Journal für praktische Chemie. Nel 1936 fu  eletto membro dell'Accademia Leopoldina.